# Babosa de mar (nudibranquio)

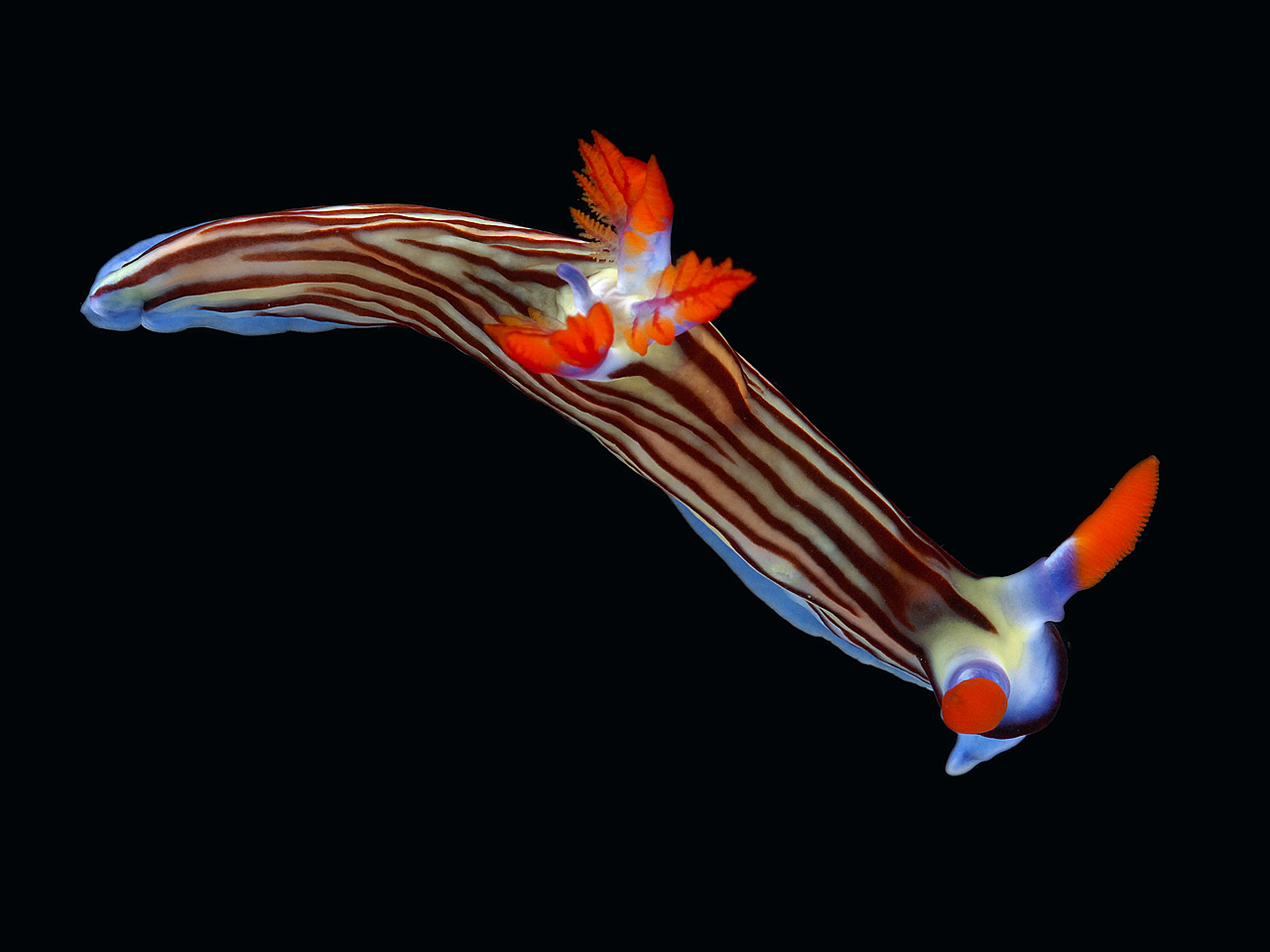
El nudibranquio Nembrotha aurea es un gasterópodo.

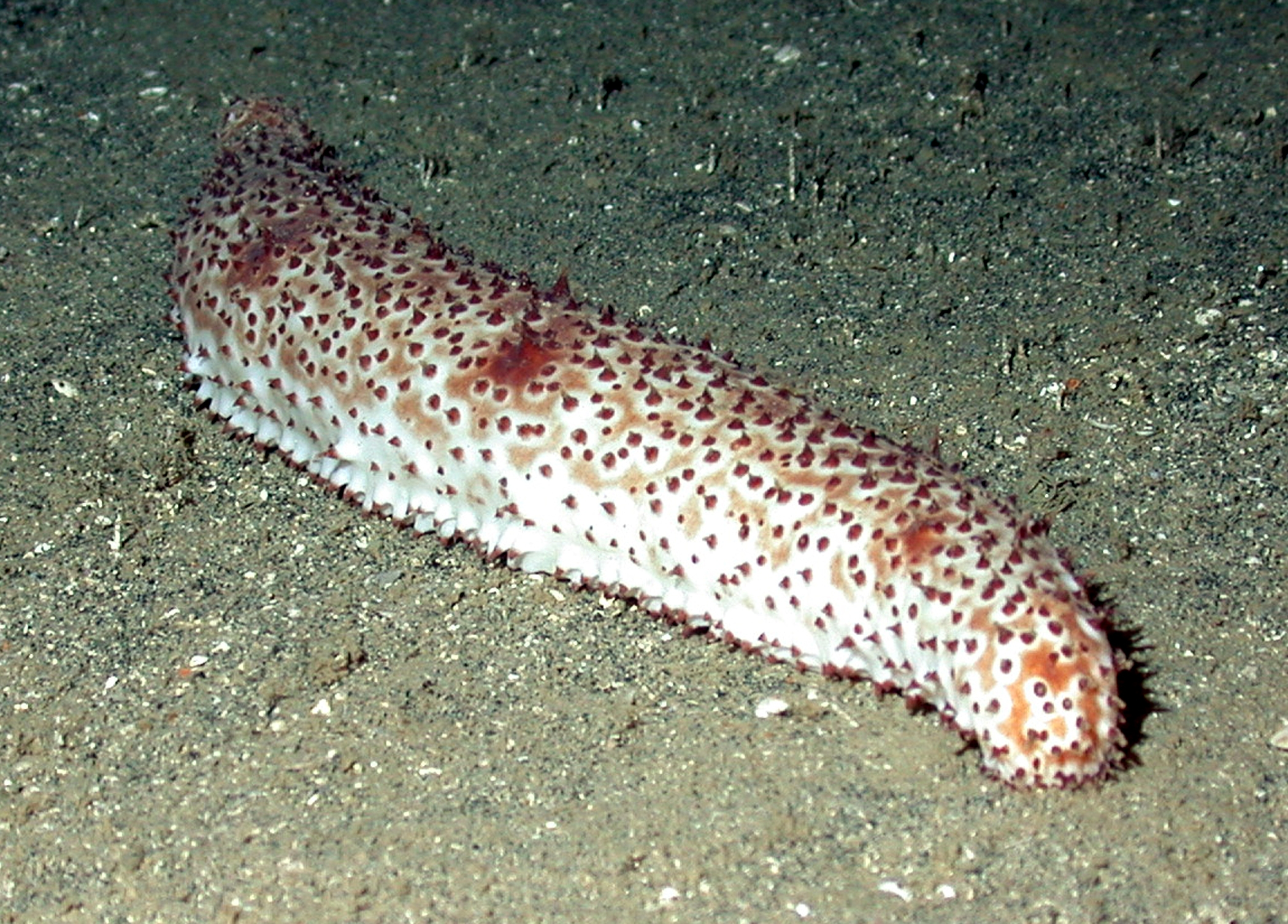
El pepino de mar también se parece a una babosa y a veces se le llama "babosa marina", pero no es un gasterópodo.

Babosa de mar es un nombre común para algunos invertebrados marinos que comparten varias similitudes con las babosas terrestres. La mayoría de las criaturas conocidas como babosas marinas son gasterópodos, es decir, son caracoles marinos (moluscos marinos gasterópodos) que, a medida que evolucionan, pierden o parece que han perdido su debido a que desarrollan un caparazón interno o uno bastante más reducido. El nombre "babosa marina" refiere con frecuencia a los nudibranquios y a un conjunto parafilético de otros gasterópodos marinos que aparentemente no tienen caparazón. 
Las babosas marinas tienen una gran variedad de formas, colores y tamaños. La mayoría son parcialmente translúcidas. Las especies que habitan en los arrecifes suelen tener colores brillantes, lo cual implica que estos animales están bajo amenaza constante de otros depredadores. Su color puede advertir a otros animales que poseen células venenosas que segregan una sustancia urticante (cinadoblasto ) o que su sabor es desagradable. Al igual que todos los gasterópodos, tienen dientes pequeños y muy afilados llamados rádulas . La mayoría de las babosas de mar tienen en la cabeza un par de rinóforos (tentáculos sensoriales que utilizan principalmente para oler), con un pequeño ojo en la base de cada uno de estos. Muchas tienen estructuras en forma de plumas  (ceratas) en la espalda, a menudo de colores contrastantes, que funcionan como branquias. Todas las especies que sí son babosas marinas escogen un animal como presa, de la que dependen para alimentarse, estas incluyen ciertas medusas, briozoos, anémonas de mar, plancton y otras especies de babosas de mar.  
Las babosas de mar tienen cerebros. Por ejemplo, Aplysia californica tiene un cerebro compuesto por cerca de 20 000 neuronas. 

## Gasterópodos marinos sin caparazón
El nombre "babosa de mar" se usa con frecuencia para referirse a un gran número de diferentes linajes evolutivos de moluscos marinos gasterópodos o caracoles marinos, en especial aquellos gasterópodos que no son conchíferos (que poseen caparazón) o que aparentan no serlo.  En términos evolutivos, perder el caparazón por completo, tener una caparazón interno pequeño o tener un caparazón tan pequeño que las partes blandas del animal no puedan retraerse en él son características que han evolucionado muchas veces de forma independiente dentro de la clase Gastropoda, tanto en la tierra y como en el mar; con frecuencia estas características hacen que un gasterópodo sea etiquetado con el nombre común de "babosa".

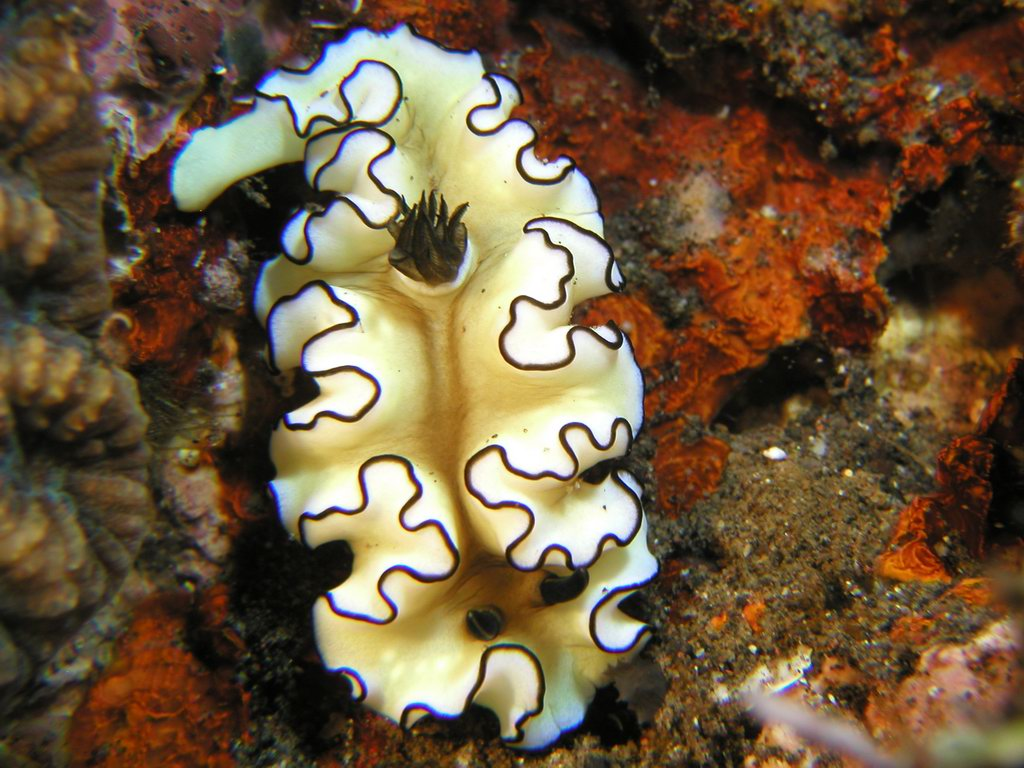
El nudibranquio Glossodoris atromarginata

Los nudibranquios (clado Nudibranchia ) son un gran grupo de gasterópodos marinos que no tienen ningún tipo de caparazón. Puede que estos sean el tipo de  babosa de mar más conocido. Aunque la mayoría de los nudibranquios no son grandes, por lo general son muy llamativos pues muchas especies tienen una coloración brillante. Además de los nudibranquios, otros taxones de gasterópodos marinos (algunos que se confunden fácilmente con nudibranquios) también suelen ser llamados "babosas de mar". 

### Grupos de gasterópodos

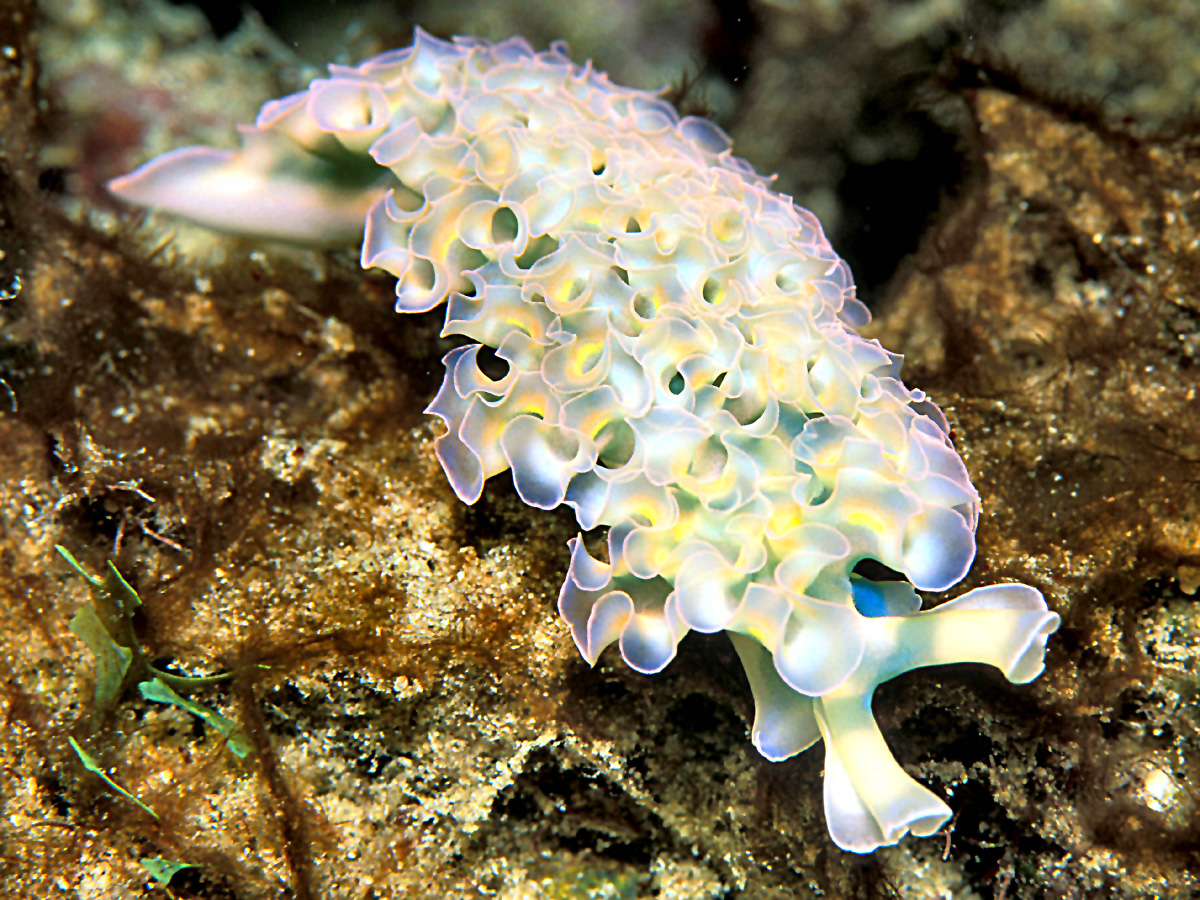
Elysia crispata del clado Sacaglossa

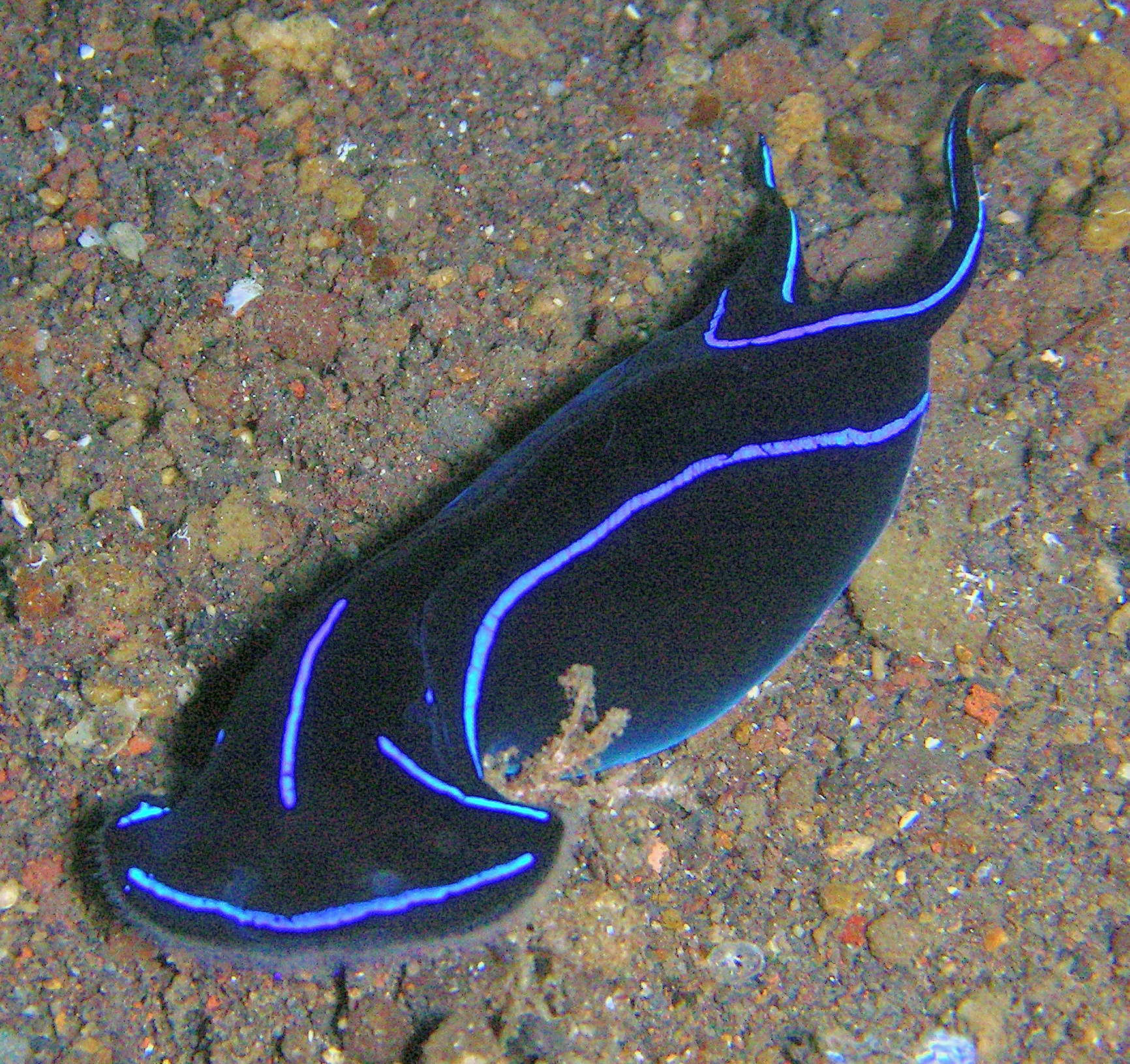
Chelidonura varians del clado Cephalaspidea

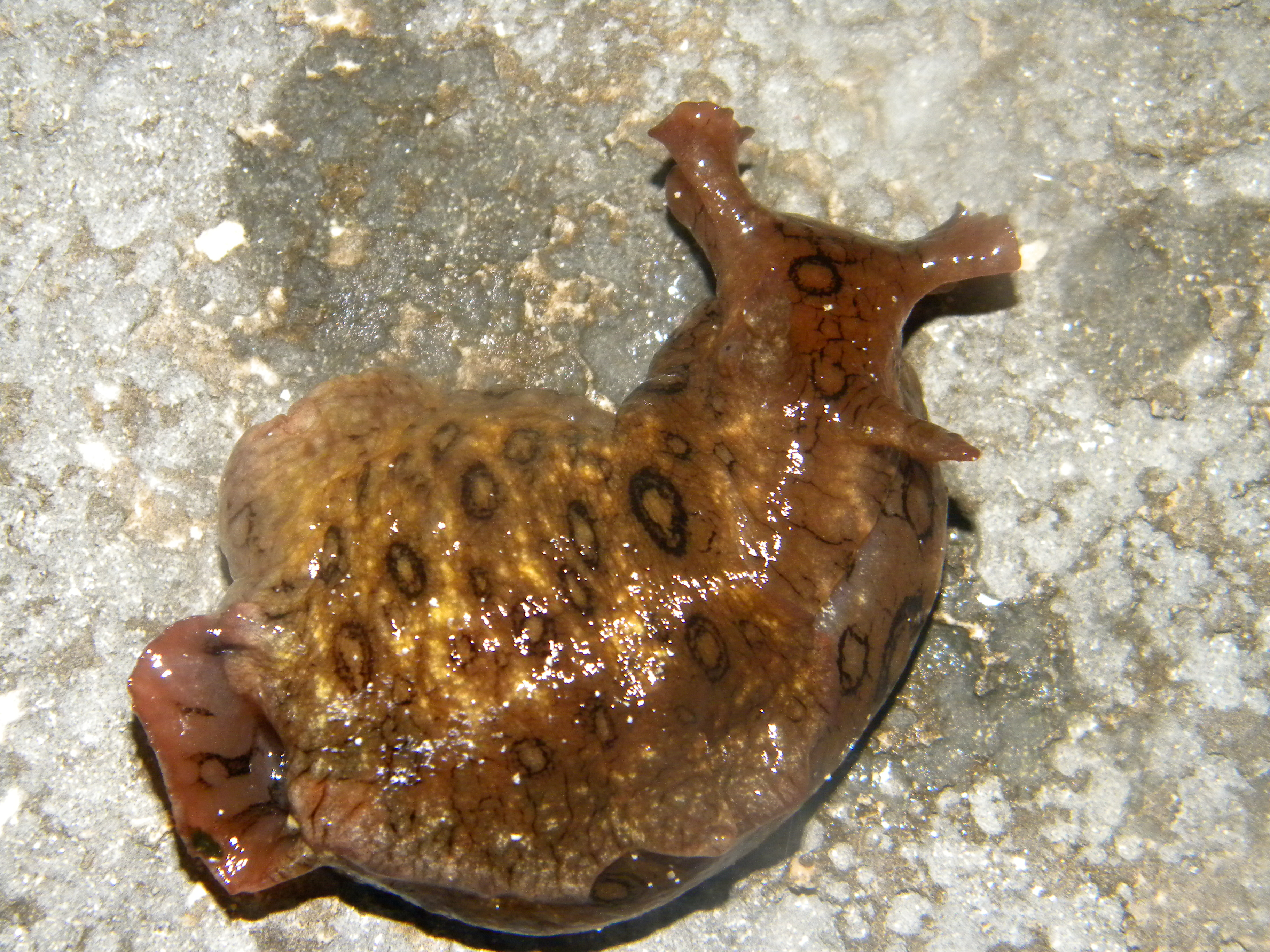
La liebre marina Aplysia dactylomela, fotografiada fuera del agua

Dentro de los diversos grupos de gasterópodos que son considerados "babosas de mar", numerosas familias se encuentran dentro de la infraclase Opisthobranchia. El término "babosa de mar" se usa quizás con mayor frecuencia con los nudibranquios, muchos de los cuales tienen patrones brillantes y están claramente ornamentados.
Este nombre también se suele usar para referirse a las sacoglosas (clado Sacoglossa ), las supuestas babosas de mar chupadoras de savia o que se alimentan por energía solar, que por lo general tienen un tono verde.
Otro grupo de gasterópodos principales que a menudo son catalogados como "babosas de mar" son las diversas familias de babosas de casco y caracoles burbuja dentro del clado Cephalaspidea . Las liebres de mar, clado Aplysiomorpha, tienen un caparazón proteico interno,  pequeño y plano. Los clados Thecosomata y Gymnosomata son gasterópodos pelágicos pequeños, conocidos como "mariposas marinas" y "ángeles de mar". Muchas especies de mariposas marinas conservan sus caparazones. Estos son comúnmente conocidos como "pterópodos", pero a veces también se les llama babosas de mar; en especial a los gimnosomados, que no poseen caparazón cuando son adultos.

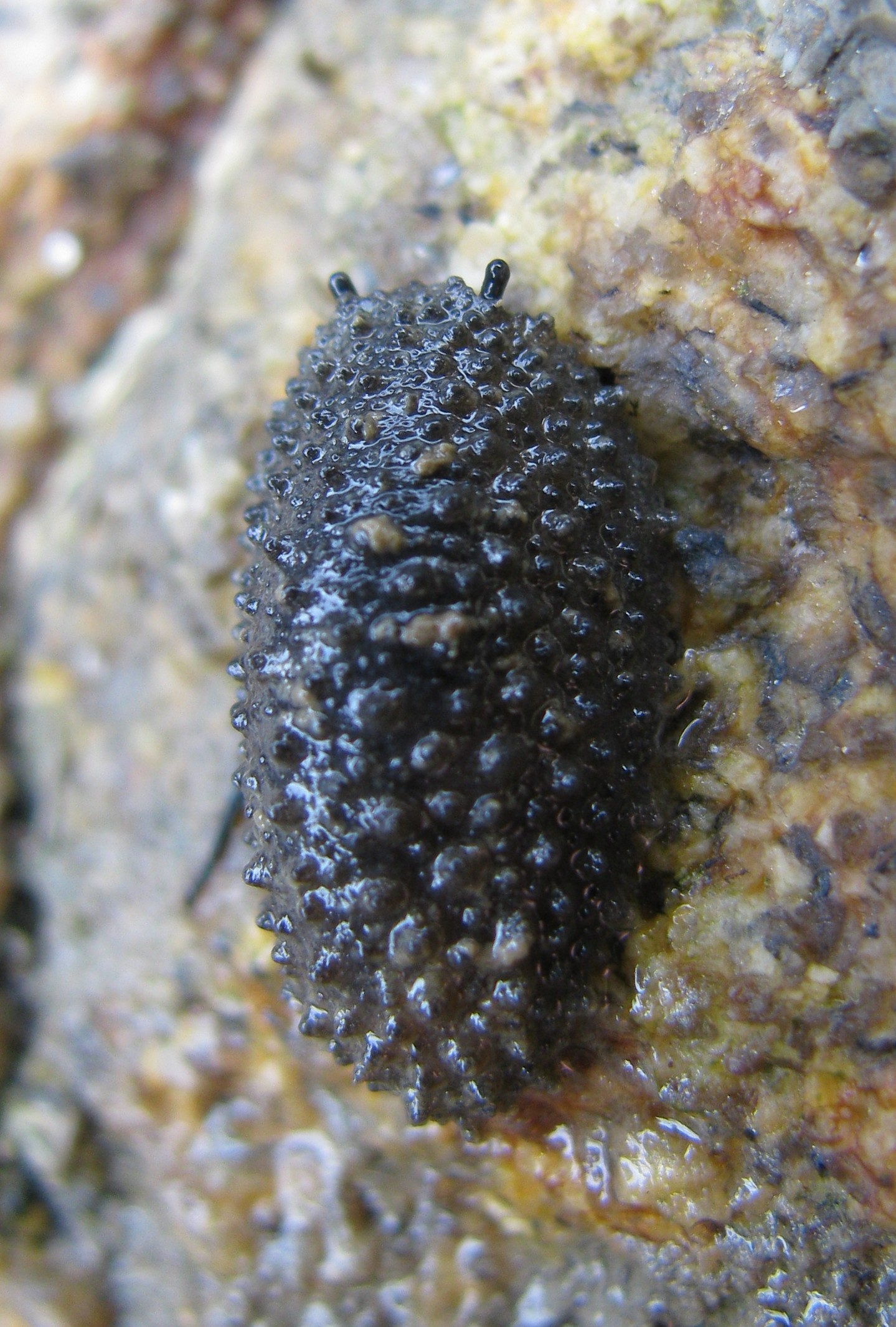
La Pulmonata marina Onchidella celtica

También hay un grupo de "babosas de mar" dentro de la infraclase Pulmonata . 
Un grupo muy inusual de gasterópodos marinos sin caparazón son las especies pulmonadas (aerobias) de la familia Onchidiidae, dentro del clado Systellommatophora.

## Diversidad de las babosas de mar
Al igual que muchos nudibranquios, Glaucus atlanticus puede usar sus ceratas (con forma de dedo) para almacenar utilizar las células venenosas o cnidoblastos de sus presas (carabelas portuguesas). Otras especies, como la babosa pijama Chromodoris quadricolor, pueden usar sus llamativos colores para anunciar que poseen un desagradable sabor químico.
La babosa lechuga de mar (Elysia crispata) bordes similares a los de la lechuga que recubren su cuerpo. Esta babosa, al igual que otras Sacoglossa, utiliza la cleptoplastia, un proceso en el que absorbe cloroplastos de las algas que come y usa células "robadas" para fotosintetizar azúcares. Los bordes de esta babosa aumentan su superficie,  lo cual permite que las células absorban más luz.
Las babosas de casco, como la Chelidonura varians, usan sus cabezas en forma de pala para cavar en la arena, donde pasan la mayor parte del tiempo. El "casco" también evita que la arena entre en el manto durante la excavación.
Peronia indica es una especie de babosa de mar aerobia, un molusco marino gasterópodo, pulmonado, sin caparazón, que pertenece a la familia Onchidiidae.
La especie más grande de liebre de mar, la liebre de mar negra, Aplysia vaccaria, puede llegar a medir 75 centímetros (30 pulgadas) y a pesar 14 kilogramos (31 libras).  La mayoría de las liebres marinas tienen varias defensas además de ser naturalmente tóxicas, pueden expulsar una tinta pestilente o secretar una baba viscosa para desorientar a los depredadores.
Algunas especies de babosas de mar acoclidias han llevado a cabo transiciones evolutivas para poder vivir en arroyos de agua dulce  y han realizado al menos una transición evolutiva que les permite estar en tierra. 